# Diploon
Genre
Classification phylogénétique
 Diploon est un genre de plantes à fleurs de la famille des Sapotaceae originaire d'Amazonie.
Ce genre ne compterait qu'une seule espèce d'arbres, Diploon cuspidatum, (Hoehne) Cronquist.

## Synonymes
- Chrysophyllum cuspidatum  Hoehne, 1933.

## Répartition
Brésil, Guyana, Guyane, Bolivie, Équateur, Pérou.